# Racetam
Racetami so skupina zdravilnih učinkovin, ki jim je skupen pirolidonski osnovni skelet. Nekateri predstavniki, kot je piracetam, veljajo za nootropike. Spet drugi, kot sta oksiracetam in fenilpiracetam, so tudi poživila. Nekateri, kot sta levetiracetam in seletracetam, pa so antikonvulzivi.

## Mehanizem
Zaenkrat za racetame še ne obstaja splošno sprejet mehanizem delovanja. Racetami na splošno kažejo zanemarljivo afiniteto do običajnih receptorjev centralnega živčnega sistema, vendar pa je bila poročana modulacija centralnih živčnih prenašalcev, vključno z acetilholinom in glutamatom. Čeprav aniracetam in nebracetam kažeta afiniteto do muskarinskih receptorjev, le nefiracetam izkazuje nanomolarne interakcije. Še ena od hipotez je modifikacija mehanizmov centralnosignalne transdukcije, ki se odvija na membrani.
Kot nekateri ampakini je tudi nekaj racetamov, kot sta piracetam in aniracetam, pozitivnih alosteričnih modulatorjev receptorja AMPA.
Racetami naj bi delovali tako, da aktivirajo glutamatergične receptorje, ki so kolokalizirani s holinergičnimi receptorji, s čimer se povečuje pogostost aktivacije slednjih. Racetami naj bi izboljševali spomin preko interakcije s holinergičnimi in glutamatergičnimi receptorji v centralnem živčnem sistemu.
Metilfenilpiracetam je pozitiven alosterični modulator sigma-1 receptorja.

### Kofaktorji
V študijah na staranih podganah so opazili izrazito izboljšanje v kognitivnih nalogah pri eksperimentalni skupini, ki je prejemala piracetam. Performanca je bila še boljša pri kombinaciji piracetama s holini. Dokazi v študijah na podganah so pokazali, da je se učinki piracetama povečajo, ko se sočasno uživa s holinom.